# Elezioni presidenziali in Corea del Sud del 2025
Le elezioni presidenziali in Corea del Sud del 2025 si sono tenute il 3 giugno per eleggere il quattordicesimo Presidente della Repubblica di Corea.
Esse sono state indette in anticipo rispetto alla scadenza naturale del mandato presidenziale, prevista per il 2027, a causa della conferma da parte della Corte costituzionale della Corea della messa in stato d’accusa per insurrezione (dopo il tentato colpo di Stato dell’anno precedente) del Presidente uscente Yoon Suk-yeol che, ai sensi della Costituzione, è stato così rimosso dall’incarico, innescando l’obbligo di indizione di quest’ultime (adempiuto pochi giorni dopo).
Le elezioni hanno visto, come anticipato largamente anche dai sondaggi e dagli exit-poll, la vittoria di Lee Jae-myung, espressione del Partito Democratico di Corea (DPK) che, avendo ottenuto il 49,42% delle preferenze, è così divenuto il nuovo Presidente del paese.

## Sistema elettorale
Per le elezioni presidenziali, la legge elettorale sud-coreana prevede l’applicazione di un sistema maggioritario secco: in tal senso, risulta eletto, cioè, il candidato che ottiene semplicemente il maggior numero di voti (Pluralità).

## Risultati
| Lee Jae-myung   | Partito Democratico di Corea (DPK)  | 17 287 513 | 49,42 |  |  |  |  |  |
| Kim Moon-soo    | Partito del Potere Popolare (PPP)   | 14 395 639 | 41,15 |  |  |  |  |  |
| Lee Jun-seok    | Partito Riformatore (RP)            | 2 917 523  | 8,34  |  |  |  |  |  |
| Kwon Yeong-guk  | Partito Democratico Laburista (DLP) | 344 150    | 0,98  |  |  |  |  |  |
| Song Jin-ho     | Indipendente (IND)                  | 35 791     | 0,10  |  |  |  |  |  |
| Totale          | Totale                              | 34 980 616 | 100   |  |  |  |  |  |
|                 |                                     |            |       |  |  |  |  |  |
| Voti non validi | Voti non validi                     | 255 881    | 0,73  |  |  |  |  |  |
| Votanti         | Votanti                             | 35 236 497 | 79,38 |  |  |  |  |  |
| Elettori        | Elettori                            | 44 391 871 |       |  |  |  |  |  |

| Lee Jae-myung  |  | 49,42% |
| Kim Moon-soo   |  | 41,15% |
| Lee Jun-seok   |  | 8,34%  |
| Kwon Yeong-guk |  | 0,98%  |
| Song Jin-ho    |  | 0,10%  |